# Limbé Ier
Limbé 1er est l'une trois communes de la communauté urbaine de Limbé, département du Fako dans la région Sud-Ouest au Cameroun. Elle a pour chef-lieu le quartier de Poh.

## Géographie
La commune s'étend de Limbé Town sur la golfe du Biafra à Bonadikombo sur la route nationale 3 (axe Limbé-Douala), elle est limitrophe de 4 communes du département du Fako.
|                 | Buéa      |      |
| Limbé II        | Limbé 1er | Tiko |
| Golfe du Biafra | Limbé III |      |

## Histoire
L'arrondissement et la commune de Limbé 1er sont créés en avril 2007.

## Population
En 2005, la population communale est de 93 255 habitants dont 80 375 pour le groupement Limbé Town.

## Administration
Les maires se succèdent depuis 2007.
| Période          | Période       | Identité                  | Étiquette | Qualité                          |
| ---------------- | ------------- | ------------------------- | --------- | -------------------------------- |
| 8 septembre 2007 | 2013          | Daniel Matute Lyonga      |           |                                  |
| 2013             | 25 avril 2020 | Ro-Danny Mokako Mbua      | RDPC      | Commis aux assurances            |
| 25 avril 2020    | 25 août 2020  | Henry Mokova Sona Motomby |           | interim                          |
| 25 août 2020     | En cours      | Florence Eposi Mbwaye     | RDPC      | Professeur d'économie domestique |

## Chefferies traditionnelles
L'arrondissement de Limbé Ier compte une chefferie traditionnelle de 1er degré :
- Chefferie Victoria Town, siège à Mokindi Chief's Palace, Limbé II

L'arrondissement ne compte pas de chefferie de 2e degré. Il compte trois chefferies de 3e degré : Bonadikombo, Lower Bosumbo, Lower Meveo.

## Quartiers et villages

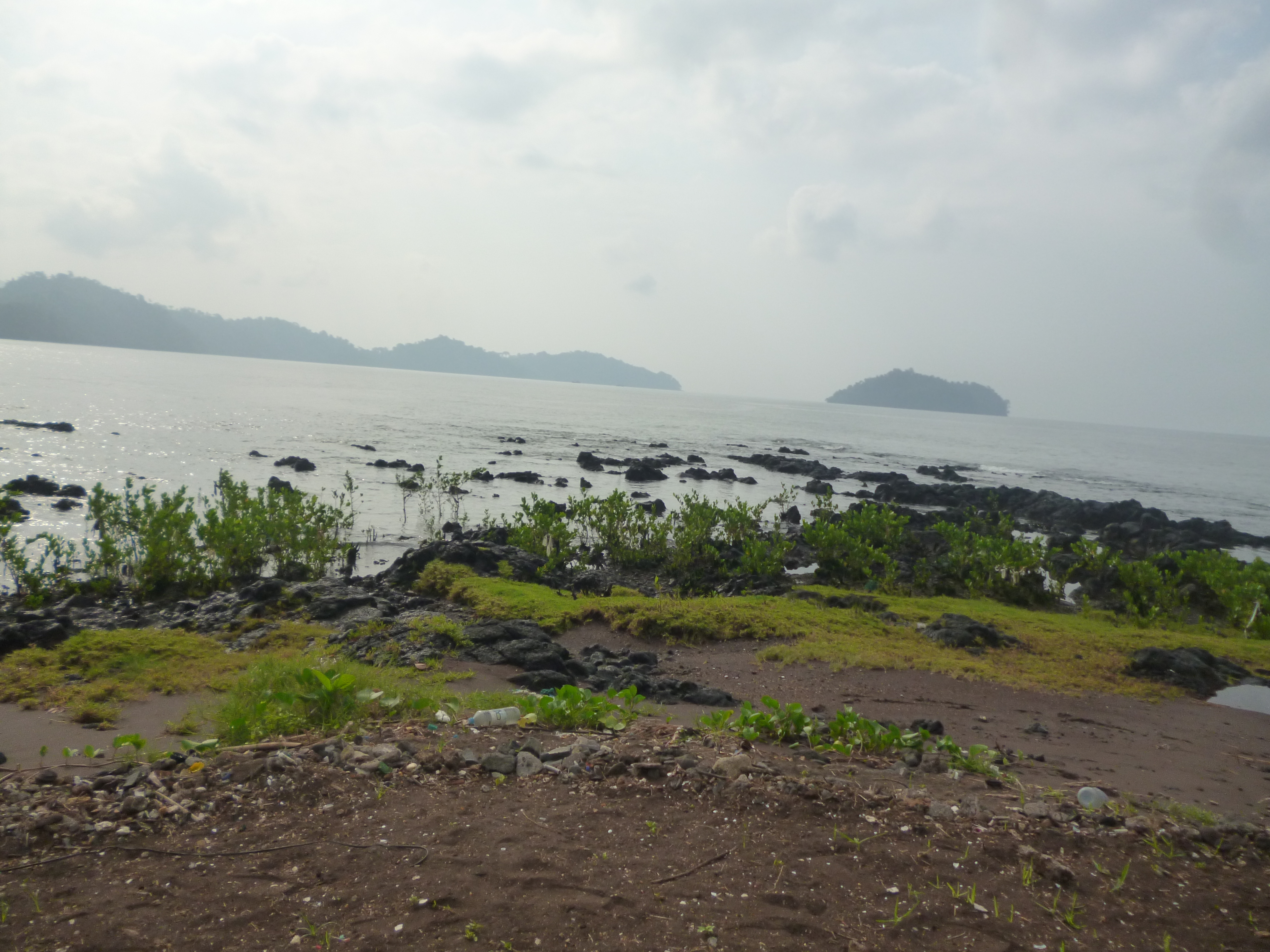
Plage de Bota

Le ressort territorial de l'arrondissement identique à celui de la commune s'étend sur les villages et quartiers suivants:
Molive Bonadikombo (Mile four), Unity quarter, Lower Bussumbu, Mbende, Meveo Me Mbeng, Nambeke Street, Mile 2, Gardens, Koncha Street, Mile 2 Extension Layout-Behind, GHS; Rhoom Street, Mile One , Church Street, Hospital Layout, Coconut Island, Nurses Quarter, New-town, Cassa Farm, Motowoh, Lumpsum, Lower Mawoh, Half Mile, Mabeta, New Layout, Animal Farm, Upper Mawoh, Lifanda Congo, Town Beach, Bekoko, Dockyard, Federal Quarter, Police Barrack, Clerks Quarter, Limbe Camp GRA, Indian Quarter, Gra extension, Custom Quarter, Bota, Cows Street, CDC Head Office Résidentiel Quarters, CATS quarter.

## Éducation
L'enseignement secondaire public est assuré par plusieurs établissements :
- CES de Mabeta
- Government Bilingual High School Limbe, Lycée bilingue de Limbé
- Lycée de Limbé
- Lycée de Bonadikombo Mile 4
- Lycée de Mbonjo-Limbe

L'enseignement secondaire privé, notamment confessionnel est représenté par :
- Collège Baptiste Saker (Collège de filles)
- National Comprehensive High School
- Lycée général Notre-Dame de Lourdes

## Voies de communication et transports
La commune est desservie par un grand axe routier national : la route nationale 3 (axe Douala-Limbé).